# David Denman
David Denman (n. 25 iulie 1973, Newport Beach, California, SUA) este un actor american. A debutat în filmul Rezervele (The Replacements) din 2000. A mai jucat în filme ca Big Fish, Fair Game, The Nines, Fotografii bântuite, Smart People, Fanboys, Let Go, Out Cold, After Earth, Jobs, Beneath the Harvest Sky, Men, Women & Children, The Gift, 13 ore, Power Rangers, Logan Lucky, Puzzle sau Brightburn. 
În televiziune, Denman este cel mai cunoscut pentru rolul lui Roy Anderson, ex-logodnicul lui Pam Beesly din sitcomul NBC La birou, pentru care  a primit un premiu SAG ca membru al distribuției principale. Din 2021, a interpretat rolul lui Frank Sheehan în serialul dramatic în ediție limitată de pe HBO, Crima din Easttown (Mare of Easttown).

## Filmografie

### Film
| An   | Titlu                                     | Rol                         | Note    |
| ---- | ----------------------------------------- | --------------------------- | ------- |
| 2000 | The Replacements                          | Brian Murphy                |         |
| 2001 | Out Cold                                  | Lance                       |         |
| 2003 | The Singing Detective                     | Soldatul cu Betty Dark      |         |
| 2003 | Big Fish                                  | Don Price - Age 18-22       |         |
| 2006 | When a Stranger Calls                     | Ofițer Burroughs            |         |
| 2007 | The Nines                                 | Agitated Man/Parole Officer |         |
| 2008 | Shutter                                   | Bruno                       |         |
| 2008 | Smart People                              | William                     |         |
| 2009 | Fanboys                                   | Chaz                        |         |
| 2010 | Fair Game                                 | Dave                        |         |
| 2011 | Let Go                                    | Walter Dishman              |         |
| 2013 | After Earth                               | McQuarrie                   |         |
| 2013 | Jobs                                      | Al Alcorn                   |         |
| 2013 | Beneath the Harvest Sky                   | George                      |         |
| 2014 | Men, Women & Children                     | Jim Vance                   |         |
| 2015 | The Gift                                  | Greg                        |         |
| 2016 | 13 Hours: The Secret Soldiers of Benghazi | Boon                        |         |
| 2017 | Power Rangers                             | Sam Scott                   |         |
| 2017 | Logan Lucky                               | Moody Chapman               |         |
| 2018 | Puzzle                                    | Louie                       |         |
| 2019 | Brightburn                                | Kyle Breyer                 |         |
| 2020 | Greenland                                 | Ralph Anderson              |         |
| TBA  | Rebel Ridge                               |                             | Filmări |

### Televiziune
| An        | Titlu                                        | Rol                 | Note                                                                                    |
| --------- | -------------------------------------------- | ------------------- | --------------------------------------------------------------------------------------- |
| 1997      | ER                                           | Angel               | 1 episod                                                                                |
| 1997      | Chicago Hope                                 | Ethan               | 1 episod                                                                                |
| 1998      | The Pretender                                | Daniel              | 1 episod                                                                                |
| 1999      | Beyond Belief: Fact or Fiction               | Husband/David       | 2 episoade                                                                              |
| 1999      | The X-Files                                  | Wallace Schiff      | Field Trip                                                                              |
| 1999      | A Vow to Cherish                             | Kyle Brighton       | Film TV                                                                                 |
| 2000      | Arli$$                                       | Woody               | 1 episod                                                                                |
| 2002      | CSI: Miami                                   | Tyler Hamilton      | 1 episod                                                                                |
| 2002      | Crossing Jordan                              | Cole Tanner         | 1 episod                                                                                |
| 2001–2003 | Angel                                        | Skip                | 4 episoade                                                                              |
| 2004      | Without a Trace                              | Mike Clemmens       | 1 episod                                                                                |
| 2004      | Second Time Around                           | Kent                | 1 episod                                                                                |
| 2004      | The Perfect Husband: The Laci Peterson Story | Tommy Vignatti      | Film TV                                                                                 |
| 2004      | Second Time Around                           | Kent                | 2 episoade                                                                              |
| 2005      | Night Stalker                                | Henry Gale          | 1 episod                                                                                |
| 2005–2012 | The Office                                   | Roy Anderson        | Rol secundar (Sezonul 1) Rol principal (Sezonul 2-3) Invitat (Sezonul 5-9), 32 episoade |
| 2006      | Bones                                        | Phil Garfield       | 1 episod                                                                                |
| 2006      | Strong Medicine                              | David               | 1 episod                                                                                |
| 2007      | Grey's Anatomy                               | Rick Jacobs         | 1 episod                                                                                |
| 2007      | K-Ville                                      | Luke Sherman        | 1 episod                                                                                |
| 2008      | Gary Unmarried                               | Ronnie Mitchell     | 1 episod                                                                                |
| 2009      | In Plain Sight                               | Ed Fogerty/Ed Flint | 1 episod                                                                                |
| 2009–2010 | Drop Dead Diva                               | Tony Nicastro       | 8 episoade                                                                              |
| 2010      | Brothers & Sisters                           | Brad Lewinsky       | 1 episod                                                                                |
| 2011      | Traffic Light                                | Mike Reilly         | Rol principal, 13 episoade                                                              |
| 2012      | Person of Interest                           | Graham Wyler        | 1 episod                                                                                |
| 2012      | Vegas                                        | Clay Stinson        | 1 episod                                                                                |
| 2013–2014 | Parenthood                                   | Ed                  | Rol secundar, 11 episoade                                                               |
| 2014      | How to Get Away with Murder                  | Kevin Murphy        | 1 episod                                                                                |
| 2015      | Mad Men                                      | Jerry Fanning       | 1 episod                                                                                |
| 2015      | True Detective                               | Malkin              | 1 episod                                                                                |
| 2015      | Two and a Half Men                           | Jack                | 1 episod                                                                                |
| 2016      | Angel from Hell                              | Evan                | 3 episoade                                                                              |
| 2016–2017 | Outcast                                      | Mark Holter         | Rol principal, 11 episoade                                                              |
| 2019      | Heartstrings                                 | Deke Fletcher       | Episodul: "JJ Sneed"                                                                    |
| 2021      | Mare of Easttown                             | Frank Sheehan       | Miniserial                                                                              |